# Elecciones generales de Camboya de 1955
Las elecciones generales de Camboya de 1955 se llevaron a cabo el 20 de septiembre para escoger a los 91 escaños de la Asamblea Nacional. Fueron las primeras elecciones desde que Francia reconociera la independencia del Reino en 1953. El Rey Norodom Sihanouk abdicó en favor de su padre para poder formar un partido político y presentarse en las elecciones. Su partido, Sangkum, obtuvo una victoria aplastante, que le permitió obtener todos los escaños del parlamento, sin representación opositora alguna. Hubo acusaciones de fraude masivo por parte del partido socialista Pracheachon, que quedó tercero.
Sihanouk mismo admitió implícitamente el fraude en una publicación de 1958. Mencionó 39 distritos del país como 'rojo' o 'rosa', con base en la votación de 1955. Varios distritos señalados como bastiones comunistas en las elecciones de 1955, eran circunscripciones en las que los candidatos de Pracheachon oficialmente habían obtenido pocos votos o ninguno en absoluto.

## Antecedentes
La anterior Asamblea Nacional tuvo una vida relativamente corta. Mientras que el tercer gobierno del Partido Democrático o Demócrata, electo en septiembre de 1951, fue depuesto por Norodom Sihanouk en junio de 1952 y reemplazado por un gabinete encabezado por el monarca y hostil al parlamento, este se disolvió en enero de 1953, de nuevo por decreto Real. El 20 de julio de 1954, se firmaron los Acuerdos de Ginebra, que pusieron fin a las hostilidades en Indochina y marcaron el reconocimiento total de Camboya como estado soberano (pendiente desde 1945), pero exigían también que en Camboya se celebraran nuevamente elecciones antes de octubre de 1955.
Al mismo tiempo, Yem Sambaur, Sam Nhean, Nhiek Tioulong y Lon Nol, los líderes de los partidos más pequeños que no habían ganado escaños en las elecciones anteriores, se asociaron y formaron una coalición conocida como "Sahapak" (Partido Unido) para reducir la hegemonía de los demócratas, obtener mayoría en la Asamblea y desarrollar una estrategia para gobernar el país. No pasó mucho tiempo antes de que Sihanouk les concediera su apoyo, puesto que el monarquismo era una de las principales ideologías de la coalición. La alianza formada a partir de entonces duraría hasta la deposición de Sihanouk (por miembros del propio movimiento) en marzo de 1970.
A principios del año electoral, el 3 de marzo de 1955, el país fue sacudido por la noticia de la primera abdicación de Sihanouk al Trono en favor de su padre, Norodom Suramarit. El objetivo del hasta entonces Rey era claro: al abdicar, quedaba librado de las disposiciones constitucionales que obligaban al monarca a declararse neutral en asuntos políticos, y a partir de entonces podría presentarse a elecciones como un ciudadano más y aumentar su poder político sin convertirse en un monarca absoluto. Tan solo un mes después de su abdicación, Sihanouk fundó un movimiento político (insistió en que no se lo conociera como "partido", pero lo registró como tal), el Sangkum Reastr Niyum (Comunidad Socialista Popular). En mayo, el Sangkum comenzó a fortalecerse luego de que Renovación Jemer, partido de Lon Nol, se autodisolviera para unirse al Sangkum. Otros partidos monarquistas, el Partido Popular de Sam Nhean y Victorioso Noreste de Dap Chhuon, hicieron lo mismo.

## Campaña
A principios de 1955, se situaba al Partido Democrático como claro ganador de las elecciones. Tras la fundación del Sangkum, Sihanouk decidió intentar alejar la vida política camboyana de alternativas a su persona. Aún en abril muchos observadores declararon que sería extraño que los demócratas no ganaran. Sin embargo, la policía y las milicias del Sangkum iniciaron rápidamente una campaña de intimidación masiva de votantes a lo largo de todo el año, multiplicándose la brutalidad policial en un país donde ya ocurría generalmente. También hubo algunos actos de violencia reaccionaria contra miembros del Sangkum, con dos muertos en zonas rurales del país, que fueron reportados a la embajada de los Estados Unidos en Nom Pen. Sin embargo, la violencia contra los demócratas y los socialistas (representados por el partido Pracheachon) tenía una escala obviamente diferente. Varios periódicos independientes fueron cerrados y sus dueños encarcelados, mientras que en las provincias, muchos demócratas y comunistas fueron encarcelados y puestos en libertad después de la votación, sin juicio, tan solo para evitar que emitieran sufragio. En otros lugares, grupos de granjeros debieron jurar ante los monjes de los templos budistas que votarían por el Sangkum.
Los propios candidatos del movimiento realista fueron amenazados con que su futuro dependía de que el partido ganara, al menos, el 80% de los votos. A mitad de año, un demócrata intentó contactarse con un miembro de la embajada de los Estados Unidos, pero según el mismo "la conversación no tuvo éxito, el desconocido estaba asustado y no quiso dar su nombre". El propio rumor de la violencia ejercida contra los demócratas bastó para reprimir cualquier impulso de protesta en las zonas más pobladas. El Partido Liberal, también monarquista y principal opositor a los demócratas, fue más dócil con el Sangkum y luego de las elecciones se disolvería para formar parte de él. Su propio presidente, Norodom Norindeth, lo hizo durante la campaña, y posteriormente se convertiría en el primer delegado del gobierno de Camboya ante la UNESCO.
Mientras que las campañas electorales anteriores en Camboya se habían caracterizado por la intimidación y el abuso de todo tipo, la represión en 1955 fue de una naturaleza diferente. Por primera vez, el aparato del Estado, la familia Real y los medios de comunicación se unían para defender una lista de candidatos. A pesar de ello, a finales de agosto, los demócratas todavía pensaban que podían ganar, al menos veinte escaños, y el Pracheachon unos siete, en las 31 circunscripciones en las que había presentado candidatos. De ese modo, podrían formar una alianza de izquierda que bloqueara las reformas constitucionales que deseara realizar Sihanouk. Sin embargo, hacer campaña resultó prácticamente imposible y muchos de los candidatos de circunscripciones rurales debieron refugiarse en Nom Pen durante toda la elección.
La mezcla de terror, el favoritismo, la propaganda y el menosprecio de las élites se prolongaron y continuaron durante los años siguientes. Los demócratas se sintieron aun así libres de hablar con desconocidos sobre la situación en Camboya y el futuro del pluralismo político. A mediados del año, las revueltas prodemocracia habían sido suprimidas, pero el Partido Democrático continuó con su campaña dando discursos criticando el absolutismo y el subdesarrollo económico que sufría el país. Sihanouk contrarrestó esas críticas, alegando que la crisis económica se debía al mal gobierno de los demócratas. Además, afirmó que, bajo la ideología del Sangkum, conocida como "Socialismo Real-Budista" los pobres eran pobres porque habían cometido malas acciones en otra vida, mientras que los ricos debían asegurarse su bienestar en la siguiente vida siendo misericordiosos y caritativos con los pobres.
A medida que se acercaba la fecha límite, la opresión se hizo más sensible. Tres días antes de las elecciones, se decidió detener Vannsak Keng, uno de los oradores más populares del Partido Democrático, capaz de atraer a grandes multitudes. Los partidarios del Sangkum fueron invitados a un mitin en Nom Pen. Durante la concentración, se desató un tiroteo entre los sihanoukistas y los disidentes demócratas, dejando un saldo de un muerto, decenas de heridos y varios encarcelados bajo acusación de incitar a la violencia. Algunos fueron indultados tras dar una disculpa pública al Rey Suramarit.

## Resultados
Cuando llegó el día de la votación, que se celebró en un clima de miedo y tensión, el resultado fue claro. Sin embargo, la victoria absoluta y ocupación del parlamento por parte del Sangkum fue sorpresiva para los propios observadores. El Partido Democrático, que oficialmente obtuvo el 12% de los votos, emitió una queja de que en los distritos donde el movimiento realista había perdido las elecciones, las urnas habían sido destruidas y sus candidatos fueron simplemente decretados ganadores sin más preámbulos. El Pracheachon obtuvo casi 30.000 votos, el 4% de los votos emitidos. El Sangkum obtuvo los 91 escaños. Se cree que en realidad un 25% de los votantes del Sangkum votaron a los demócratas o al Pracheachon, aunque de todas formas el Sangkum habría ganado sin problemas. El hecho de que 309 candidatos compitieran por 91 escaños, hizo que tal victoria fuera sorprendente. Huy Kanthoul indicó a los miembros de la Embajada de los Estados Unidos que en al menos una de las circunscripciones donde los demócratas no obtuvieron un solo voto, ninguna papeleta con su nombre había sido incluida en los centros de votación. Otras quejas de la oposición era que las boletas del Sangkum eran tan brillantes que traslucían el sobre, y por lo tanto los guardias de seguridad de los centros de votación y demás funcionarios podían fácilmente ver si alguien había o no votado a favor de ellos. En una encuesta, se informaba que algunos soldados vigilaron la elección y "corrigieron" a quien no votara por el movimiento sihanoukista.
| Partidos              | Partidos                | Votos   | %     | %   | Escaños | Escaños |
| --------------------- | ----------------------- | ------- | ----- | --- | ------- | ------- |
|                       | Sangkum                 | 630.625 | 82.7% |     | 91/91   |         |
|                       | Partido Democrático     | 93.921  | 12.3% |     | 0/91    | 54      |
|                       | Pracheachon             | 29.505  | 3.9%  |     | 0/91    |         |
|                       | Partido Liberal         | 5.488   | 0.7%  |     | 0/91    | 18      |
|                       | Partido Nacionalista    | 1.140   | 0.1%  |     | 0/91    | 2       |
|                       | Jemeres Ekreach         | 770     | 0.1%  |     | 0/91    |         |
|                       | Partido Laborista Jemer | 289     | 0.0%  |     | 0/91    |         |
|                       | Independientes          | 546     | 0.1%  |     | 0/91    |         |
| Total                 | Total                   | 763.273 | 100   | 100 | 91      | 13      |
| Fuente: Nohlen et al. |                         |         |       |     |         |         |

Hasta la actualidad, es imposible discernir cual hubiera sido el alcance del Sangkum y los demócratas si el escrutinio hubiera sido libre y justo. Debido a la alta popularidad de Sihanouk al momento de su abdicación, se cree que de todos modos el Sangkum hubiera podido ganar una cómoda mayoría democráticamente. Sin embargo, debido a los problemas que hubieran representado para el régimen sihanoukista tener una alternativa vocal y decididamente hostil como eran los demócratas, la idea de tal oposición, incluso electoralmente estéril, resultaría impensable para Sihanouk y se prefirió excluir cualquier posibilidad.